# Chiesa dei Santi Martiri Nazaro e Celso
La chiesa dei Santi Martiri Nazaro e Celso è una chiesa parrocchiale cattolica nel quartiere di Quarto Oggiaro, a Milano.

## Storia e descrizione
Nel luogo in cui sorge l'odierna chiesa pare esistesse già una chiesa più antica dedicata ai martiri Nazaro e Celso, demolita probabilmente alcuni anni prima dell'inizio della costruzione della chiesa attuale.
L'edificio, completato nel 1622 e consacrato nello stesso anno subi nel corso dei secoli vari aggiornamenti e modifiche, una delle quali, nel 1872, stravolse quasi completamente la facciata originale e parte degli interni.
Nel 1897 un incendio distrusse in parte l'interno della chiesa e ne rese necessaria la ricostruzione. Completati i lavori, nel 1900 la chiesa venne consacrata per la seconda volta nella sua storia e da quel momento non ha più subito pesanti aggiornamenti.
La facciata si presenta in un debole barocco, superstite dell'incendio. L’interno, a tre navate sorrette da pilastri, si presenta ridotto rispetto al passato e decorato in stile basilicale. L’interno risulta molto spoglio, con piccole tracce delle originarie decorazioni.